# Verdrag van Sun City

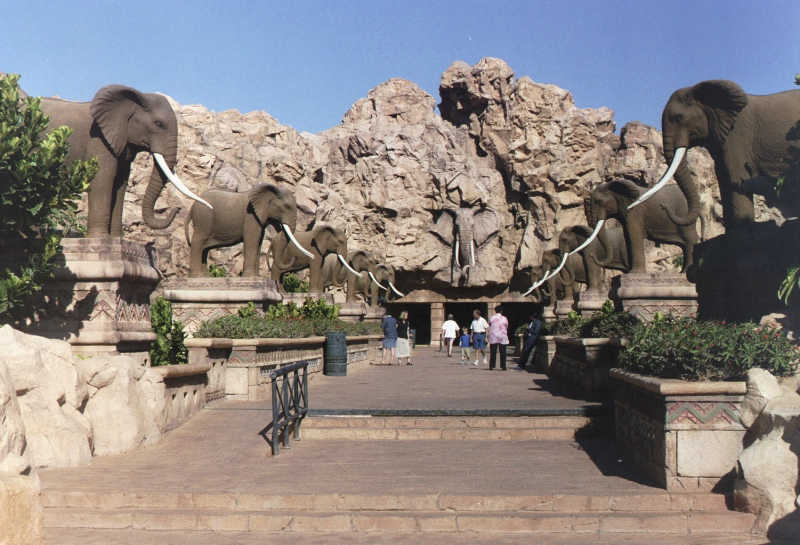
Sun City, Zuid-Afrika

Het Verdrag van Sun City is een overeenkomst die op 2 april 2003 werd getekend door verschillende strijdende partijen in de Tweede Congolese Burgeroorlog. Deze historische overeenkomst werd gesloten tijdens de Inter-Congolese Dialoog (ICD) en vond plaats in het luxe casinoresort Sun City in Zuid-Afrika. De deelnemers hoopten dat dit verdrag een definitief einde zou markeren aan de meer dan vier jaar durende oorlog en de weg zou effenen voor de vorming van een regering van nationale eenheid.
De ondertekeningsceremonie werd bijgewoond door Zuid-Afrikaanse president Thabo Mbeki en de staatshoofden van Botswana, Namibië, Zambia en Zimbabwe. In zijn toespraak tijdens de bijeenkomst prees president Mbeki de afgevaardigden die gedurende 19 maanden betrokken waren geweest bij de ICD-onderhandelingen.
Er werd een gedeeltelijk akkoord bereikt tussen de regering, de door Oegandezen gesteunde gewapende oppositiegroep Congolese Bevrijdingsbeweging (MLC), en een meerderheid van het maatschappelijk middenveld en ongewapende politieke oppositiegroeperingen. Ondanks herhaalde inspanningen slaagden deze partijen er echter niet in om een nieuwe grondwet en regering te vormen. Aan de andere kant was er een andere gewapende oppositiebeweging genaamd de Rassemblement congolais pour la démocratie (RCD-Goma), die werd gesteund door Rwanda. Samen met verschillende ongewapende politieke oppositiepartijen, waaronder de UDPS van de ervaren Congolese politicus en voormalig premier Étienne Tshisekedi, weigerden ze het akkoord te ondertekenen. Deze weigering zorgde voor bezorgdheid over een mogelijke terugkeer naar geweld in de regio.

## Verdragsvoorwaarden
De overeenkomst stelde een kader vast voor de instelling van een verenigde, Meerpartijenstelsel in Congo, evenals een tijdlijn voor democratische verkiezingen. Volgens deze overeenkomst mocht Joseph Kabila gedurende een overgangsperiode van twee jaar, die verlengbaar was tot drie jaar, aanblijven als president van de Democratische Republiek Congo. In deze overgangsperiode zou Jean-Pierre Bemba, de leider van de MLC, fungeren als premier van de overgangsregering. Daarnaast werd bepaald dat Kabila zijn macht zou delen met vier vice-presidenten, waarvan er één afkomstig zou zijn van elk van de twee belangrijkste gewapende oppositiebewegingen, één van de regering, en één van de ongewapende politieke oppositie. De ministeries zouden worden verdeeld, en voormalige oppositiestrijders zouden worden geïntegreerd in zowel het leger als de politie.
Nadat het akkoord was gesloten, kwamen critici naar voren met bezorgdheid over het feit dat er geen specifieke bepalingen waren opgenomen voor de integratie van verschillende strijdkrachten, wat de doeltreffendheid van de overeenkomst ondermijnde. Er werden ook diverse schendingen van de overeenkomst gemeld, maar aanvankelijk leidde dit tot een afname van gewelddadige confrontaties. Een andere kritiek was dat de afgevaardigden aan het einde van de onderhandelingen geen volledig dossier met documentatie ontvingen, zoals vergadernotulen, commissierapporten en resoluties, wat een geïnformeerd debat in Congo bemoeilijkte.
Bovendien heerste er onduidelijkheid over de principes die ten grondslag lagen aan de oprichting van de instellingen die voortkwamen uit het Verdrag van Sun City. Het verdrag betekende echter niet het einde van het conflict, zoals bleek uit latere gebeurtenissen.